# To Mennesker
|  | Denne artikel er oprettet af botten PalnaBot ud fra en ekstern database. Den kan derfor have sproglige fejl eller mangler. Denne skabelon kan fjernes efter kontrol af indholdet. |

 Ikke at forveksle med To Mennesker (film fra 1945) af Carl Th. Dreyer.
To Mennesker er en dansk stumfilm fra 1916 med ukendt instruktør. Det er en romantisk western med 	Hilmar Clausen, Emilie Otterdahl, Viking Ringheim, Glincka Bielawski.